# Ernesto Bonomini
Ernesto Bonomini (né le 18 mars 1903 à Pozzolengo et mort le 6 juillet 1986  à Miami (États-Unis) est un militant anarchiste, antimilitariste et antifasciste italien.

## Biographie
Imprégné par les idées socialistes, il devient militant antimilitariste. En 1922, persécuté par les fascistes, il quitte l'Italie pour la France. Le 20 février 1924 il tue à coups de revolver Nicola Bonservizi, responsable local du fascio (faisceau), rédacteur à Paris du journal fasciste L'Italie Nouvelle et correspondant du journal Popolo d’Italia.
Jugé le 24 octobre 1924 devant la Cour d'Assise de la Seine, il est condamné à 8 ans de travaux forcés, peine qui sera ensuite commuée en simple emprisonnement.
Libéré le 20 février 1932, il est expulsé de France au mois de juin. Il se réfugie alors en Belgique avant de venir travailler à Lille, à la Librairie Moderne.
En 1935, il participe à Paris au Congrès des anarchistes italiens en exil avant de rejoindre l'Espagne ou il prend une part active à la révolution et à la lutte contre le franquisme.
En avril 1938, il assiste à Paris à une réunion anarchiste mais, arrêté, il est condamné à un an de prison pour avoir violé le décret d'expulsion. Il est interné dans le Camp de Rieucros (Lozère) d'où il s'évade en avril 1939. Il rejoint ensuite la Belgique, puis le Canada et les États-Unis où il trouve du travail comme tapissier dans les studios d'Hollywood.
Il meurt à Miami le 6 juillet 1986.

## Notices
- Dictionnaire des anarchistes, « Le Maitron » : notice biographique.
- L'Éphéméride anarchiste : notice biographique.